# Фосо Ђелзо (Месина)
Фосо Ђелзо је насеље у Италији у округу Месина, региону Сицилија.
Према процени из 2011. у насељу је живело 56 становника. Насеље се налази на надморској висини од 92 м.